# 7830 Akihikotago
7830 Akihikotago è un asteroide della fascia principale. Scoperto nel 1993, presenta un'orbita caratterizzata da un semiasse maggiore pari a 2,3859975 UA e da un'eccentricità di 0,1627430, inclinata di 2,99206° rispetto all'eclittica.
L'asteroide è stato così nominato in onore dell'astronomo giapponese Akihiko Tago.